# 瓜达拉马
瓜达拉马，是西班牙马德里自治区的一个市镇。总面积57平方公里，总人口10546人（2001年），人口密度185人/平方公里。